# Ведро (единица объёма)
Ведро́ (казённое ведро́) — русская дометрическая единица измерения объёма жидкостей, примерно равная 12,299 литрам.
1 ведро = 1/40 бочки = 1/3 анкерка = 4 четверти = 8 или 10 штофов (кружек) = 16 винных бутылок = 20 водочных бутылок = 100 чаркам (соткам) = 200 шкаликам
До середины XVII века ведро = 12 кружкам, во второй половине XVII века казённое ведро = 10 кружек = 100 чарок; торговое ведро = 8 кружек.

## Описание
В 1736 году по поручению Комиссии о весах и мерах учёными было установлено, что в ведре — 136,297 кубических вершков.
Указом Сената от 16 сентября 1744 года установлено, что ведро = 13 1/3 бутылки.
В XIX веке ведро — основная единица жидкой вместимости, используемой для спирта, льняного масла, масла конопляного семени составляло 12,3 литра (~ 3,25 американского галлона).
Ведро было определено Указом в 1819 году как объём 30 имперских фунтов перегнанной воды (дистиллированной воды) при наибольшей её плотности при температуре 13 1/3 °R или 750,57 куб. дюйма.
Это определение было повторено в Указе от 11 октября 1835 года «О системе Российских мер и весов». Указом 1835 г. была узаконена следующая система мер жидкостей: 1 ведро = 2 полувёдрам = 10 кружкам (штофам) = 20 полукружкам.
С 1899 года на основе Положения о мерах и весах система мер объёма жидкостей имела следующий вид:
ведро = 10 штофам (кружкам) = 16 винным бутылкам = 20 пивным бутылкам = 100 чаркам = 200 шкаликам.
К концу XIX века ведро было определено как объём 30 фунтов перегнанной воды при 16 2/3 °C.
В 1902 году значение ведра было выражено в метрических мерах: 1 ведро = 12,299 л.